# Panzersimulation

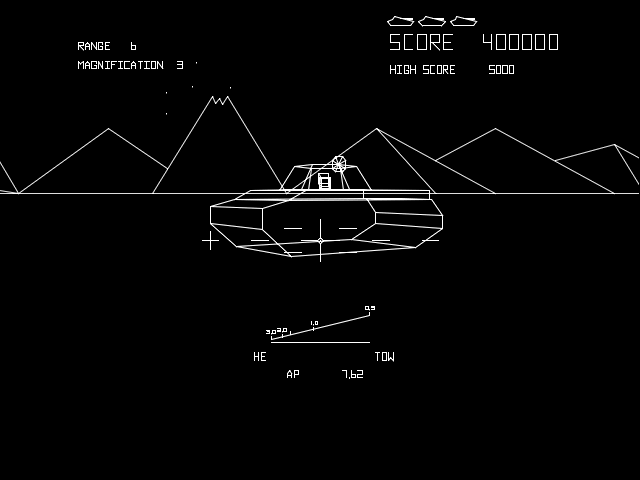
Screenshot Bradley Trainer

Eine Panzersimulation ist eine computergestützte Simulation der Eigenschaften und Funktionen von motorisierten gepanzerten Fahrzeugen in einer Gefechtsfeldumgebung. Dazu werden Elemente einer Fahrsimulation mit denen eines Ego- oder Third-Person-Shooters zu einer Kriegssimulation kombiniert und die wesentlichen Attribute Bewaffnung, Panzerung und bodengebundene Bewegung von Panzerkampffahrzeugen nachgebildet.

## Spielziel
Das Spielziel ist stets die gewaltsame Lösung eines bewaffneten Konflikts in einem Landkrieg. Der Konflikt wird gelöst, indem Munition in ein Ziel eingebracht und es dadurch vernichtet wird. Etwas präziser sind Panzersimulationen Computerprogramme mit grafischer Oberfläche, deren primäres Spielziel darin liegt, mit einem bewaffneten Fahrzeug andere, vom Computer oder von gegnerischen Spielern kontrollierte Fahrzeuge zu zerstören oder deren Kampffähigkeit so weit zu verringern, dass sie nicht mehr zur Fortsetzung des Kampfes fähig sind. Das Spielziel bleibt über die Dauer einer Mission statisch.

## Spielewelt
Die dreidimensionale Spielewelt ist meist quaderförmig begrenzt, nach unten durch die Topologie und an den Außenflächen durch Unwegbarkeit oder Spielabbruch, um ein Verlassen der Spielewelt zu verhindern. Jedes Panzermodell hat innerhalb des euklidischen Raums der Spielewelt eine Position, Orientierung, Geschwindigkeit und wird ggf. beschleunigt, verzögert oder rotiert. Die Waffenanlage hat abhängig von ihrem Pivotpunkt auf dem Fahrzeug und begrenzt durch den zulässigen Schwenkbereich eine horizontale und vertikale Ausrichtung. Die simulierten Panzerkampffahrzeuge sind als texturierte Volumenmodelle ausgeführt und bewegen sich auf dem Boden. Die Topologie, Vegetation, Bebauung, Traktion und Witterung orientiert sich meist an tatsächlichen (z. B. Unternehmen Zitadelle im Zweiten Weltkrieg) und prognostizierten (z. B. Fulda Gap und Norddeutsches Tiefland im Kalten Krieg) Panzerschlachten gleichwertiger Kampfverbände. Da großkalibrige Schuss- bzw. Rohrwaffen auch immer Distanzwaffen sind, die ein offenes Schussfeld und eine große Sichtweite erfordern, dominiert zumeist Offenland das simulierte Gelände. Die Luminanz ist jahres- und tageszeitabhängig, sofern keine Bildverstärker oder Wärmebildkameras simuliert werden.

## Herausforderung
Die Herausforderung einer Panzersimulation liegt in der gleichzeitigen räumlichen Orientierung und Aufklärung im Gelände, der Fahrzeugsteuerung aus Sicht des Kommandanten oder Fahrers und der Zielfindung und -bekämpfung mit der Waffenanlage durch den Richtschützen unter Ausnutzung von Deckung und Bewegung, zusammenfassend die Koordination von Feuer und Bewegung von motorisierten Landstreitkräften in einer militärischen Konfrontation. Der Spieler erlebt eine permanente Bedrohungssituation, die meist auch von Zeitstress begleitet wird, und sowohl Übersicht, Konzentration als auch Reaktionsschnelligkeit erfordert. Alle Spielteilnehmer und Bots führen ihre Handlungen simultan, das heißt in Echtzeit aus, wodurch sich die Bedrohungssituation permanent ändert.

## Anwendung
Panzersimulatoren wurden ursprünglich zur Ausbildung von Panzerbesatzungen entwickelt. Für die Schießausbildung von Kommandanten und Richtschützen betreibt die Bundeswehr unter anderem den Ausbildungs-Schießsimulator der Panzertruppe (ASPT) und das Ausbildungsgerät Gefechtssimulator Panzertruppe (AGPT).
Mit der Verbreitung von Spielkonsolen, Heimcomputern und Personal Computern ab den 1980er Jahren wurden auch Programme entwickelt, die primär Unterhaltungszwecken dienen und zu den Computerspielen zählen. 1980 revolutionierte das Arcade-Spiel Battlezone von Atari die grafische Darstellung mit einer aus der Egoperspektive gezeigten dreidimensionalen Vektorgrafik. Die einfarbigen Polygone waren transparent, erzeugten aber einen plastischen Eindruck von Landschaft und Fahrzeugen. Auf Basis der Arcade-Konsole beauftragte die United States Army den Hersteller Atari mit der Entwicklung einer Militärversion für die Ausbildung von Panzerbesatzungen unter der Bezeichnung Bradley Trainer, von denen zwei Konsolen gefertigt wurden. Die United States Military Academy in West Point kaufte im Jahr 2000 bei Shrapnel Games 1040 Kopien des Spiels Steel Beasts zur Ausbildung.
Während eine Simulation für Ausbildungszwecke sich durch einen hohen Realitätsgrad auszeichnet, sind bei einem Casual Game das Gameplay und das Balancing (inklusive Matchmaking bei Online-Spielen) entscheidende Faktoren bei der Spielentwicklung.

## Simulation
Der Spieler übernimmt die Steuerung eines mobilen Kriegsgeräts, das bis zur Erreichung des vorgegebenen Spielziels durch zeitlich und räumlich abgeschlossene Missionen manövriert wird. Zu den simulierten Kampffahrzeugen gehören hauptsächlich Kampfpanzer, Jagdpanzer, Selbstfahrlafetten, Panzerartillerie, Schützenpanzer, Radpanzer und Flugabwehrpanzer, die sich spielerisch sehr stark unterscheiden und dadurch eine zusätzliche Spieltiefe bieten. Simuliert werden für gewöhnlich folgende Eigenschaften und Funktionen:
- die rad- oder gleiskettengestützte Antriebsanlage (mit den Parametern Wendigkeit, Beschleunigung/Verzögerung, Höchstgeschwindigkeit, Traktion, maximaler Böschungswinkel),
- die horizontale und vertikale Ausrichtung der (großkalibrigen) Waffenanlage (mit den Parametern Azimut-Drehgeschwindigkeit des Waffenturms/-lafette, meridiane Einrichtung der Rohrwaffe) und deren Kadenz und Munitionsvorrat,
- die Ballistik der Munition (Mündungsgeschwindigkeit, Außenballistik) sowie die Penetrations- (Zielballistik) und Sprengwirkung der Projektile,
- die Panzerung des Fahrzeugs und seiner Insassen,

und, in Abhängigkeit von der Simulationstiefe,
- die Befehls- und Kommunikationsstrukturen beim Gefecht der verbundenen Waffen von Zug- bis Divisionsebene, wodurch die Simulation um taktische Elemente erweitert wird und Züge eines Strategiespiels bekommt.

Nach Aufklärung der gegnerischen Streitkraft ist diese in (Schuss-)Reichweite der eigenen Waffenanlage zu bringen, wozu mindestens eine Fraktion sich auf die andere zubewegen muss. Eigene Bewegungen haben den Vorteil der Initiative, da die agierende Fraktion den Kampfzeitpunkt und -ort bestimmt, jedoch den Nachteil einer gesteigerten Exposition gegenüber einem (in Deckung befindlichen) Feind (siehe auch: Camper).
Der Spieler muss sich mit den technologischen Besonderheiten des Militärgeräts und der Waffen vertraut machen, um sie wirkungsvoll und unter Kenntnis ihrer Wirkung einsetzen zu können.

### Botverhalten
Für die Glaubwürdigkeit der Simulation und einer intensiven Immersion ist die (Verhaltens-)Modellierung computergenerierter Nicht-Spieler-Charakter (NPC) von entscheidender Bedeutung. Die Komplexität ihres Verhaltens reicht von ortsfesten NPCs über Bots bis zu „agentenbasierenden Modellen“, die situativ auf den Spieler reagieren und ihre Kampftechnik dem Spieler anpassen. Im Zuge der zunehmenden Vernetzung und dem Erfolg von Massen-Mehrspieler-Online-Gemeinschaftsspielen nimmt das Verhältnis computergenerierter Charaktere zu echten Spielern stetig ab.

## Benutzerinterface
Die Perspektive der Fahrzeugsimulation wird an der menschlichen Sicht ausgerichtet. Gängig sind drei Perspektive:
- Eine Egoperspektive der Panzerbesatzung (Kommandant, Richtschütze, Fahrer, seltener Ladeschütze auf ihre Armaturen).
- Eine Third-Person-Perspektive von oberhalb-rücklings des Kommandanten, wenn dieser aus seiner Luke heraus seinen Überblick nutzt und das Gelände aufklärt.
- Eine Kartenansicht, die die aktuelle Militärische Lage wiedergibt.

Bei Casual Games mit leichter Spielbarkeit nimmt der Spieler die Perspektive des Kommandanten ein und betrachtet die dreidimensionale Umgebung über die Waffenanlage des Spielcharakters, während bei anspruchsvollen Simulationen die Außenwelt aus dem inneren des Panzers durch die Sehschlitze, ein Periskop oder Monitore dargestellt wird.

## Kampffahrzeuge
Die simulierten Panzerkampffahrzeuge orientieren sich fast ausschließlich an realen Vorbildern, sowohl deren Geometrische Modellierung und Texturierung als auch das Verhalten im Spiel: Geschwindigkeit, Wendigkeit, Panzerschutz und Bewaffnung, Munition und Feuerfrequenz. Die ersten Kampfpanzer, die nicht originär der Infanterieunterstützung dienten, kamen ab den 1940er Jahren zum Kampfeinsatz. In Verbindung mit der Platzierung der Spielhandlung in einem geschichtlichen Rahmen suggerieren die Panzersimulationen eine historische, individuelle Kriegserfahrung, die von den Software-Distributoren als solche auch beworben wird.

## Spieler
Traditionelle Kampfspiele wie Ego-Shooter werden vorwiegend für jugendliche Nutzer entwickelt, die Handlungsgeschwindigkeit ist hoch und erfordert schnelle Reaktionen, während Panzer vergleichsweise langsam und einfach zu kontrollieren sind. Zudem sind Panzer als Spielfigur universell und weltweit verständlich. Nach Aussage von Victor Kislyi, der Chief Executive Officer des weißrussischen Spieleentwicklers Wargaming.net, ist die „überwiegende Mehrheit, also 95 bis 98 Prozent unserer Spieler, männlich.“ Die Spieler von World of Tanks, dem Marktführer der Mehrspielerpanzerspiele, sind „eher über 30“ Jahre alt, und werden wie folgt charakterisiert: „Es sind Väter, sie waren früher Hardcore-Spieler, haben nun Familie, einen Job, weniger Zeit. Sie kommen von der Arbeit nach Hause und wollen dann in der knappen Stunde vorm Schlafengehen noch ein paar Dinge in die Luft jagen.“ Das Spiel erfordere „nicht so gute Reflexe wie bei Online-Ego-Shootern“ und es „läuft ganz bewusst etwas langsamer ab, man hat etwas mehr Zeit zum Denken, wohin man seinen Panzer steuern will und welche Taktik man verfolgt.“

## Kritik
Trotz der Imitation des menschlichen Blickfeldes bei der Bedienung des jeweiligen Kriegsgeräts sind Menschen als geschichtliche Akteure in den Fahrsimulationen visuell und narrativ fast nie präsent: In den Missionen ist die Narration gleichzusetzen mit dem Lösungsweg der Aufgaben. Die Konzentration auf die technischen Aspekte des Kriegsführung verdrängt die menschliche Komponente des Tötens, die Spielewelt wird als reine Reiz-Reaktions-Sequenz und von Ethik und Moral befreit wahrgenommen. Die Simulation historischer Panzerfahrzeuge ist die Abbildung einer annähernd vollständig technisierten Kriegsführung, in deren Mittelpunkt die Bedienung von Maschinen steht, deren komplexe Anforderungen an die technische Beherrschbarkeit den eigentlichen Spielanreiz darstellt. In Panzersimulationen duellieren sich fast ausschließlich Maschinen, die (Rahmen-)Handlung ist auf ein simpel strukturiertes Spiel-Regelwerk (bzw. auf einen Strukturbaum) reduziert.

### Indizierung
Bereits das erste Panzerspiel Battlezone für die 1977 veröffentlichte Spielkonsole Atari 2600 wurde am 19. Dezember 1984 von der Bundesprüfstelle für jugendgefährdende Medien (BPjM) indiziert. Das die Indizierung beantragende Jugendamt warf Battlezone eine „eindeutige Darstellung von Kriegsverherrlichung oder -verharmlosung“ vor, das Spiel sei „einer paramilitärischen Ausbildung gleichzusetzen“. Die Bundesprüfstelle argumentierte, für „das Abschießen und Vernichten des Feindes werde der Spieler mit Punkten belohnt, Kriegsereignisse würden als romantische Abenteuer dargestellt“. In der Begründung heißt es zudem, das Computerspiel habe „aggressionssteigernde Eigenschaften und führe bei Jugendlichen zu physischer Verkrampfung, Ärger, Aggressivität, Fahrigkeit im Denken, Konzentrationsschwierigkeiten und Kopfschmerzen“. Jugendlichen wurde unterstellt, sie würden die Panzersimulation nutzen, „um Problemen in der Realwelt auszuweichen und sie zu verdrängen. Und weil der Spieler über mehrere Leben verfüge, werde ihm eine Scheinwelt vorgeworfen, die mit der Realität nicht in Einklang zu bringen sei.“ Erst 13 Jahre später, am 31. Dezember 1997, wurde Battlezone vom Index gestrichen.

## Software
Panzersimulationen und -spiele lassen sich hinsichtlich
- technischer Plattform (Simulator, Arcade-Automat, Spielkonsole, Personal Computer, Mobile Games, Browserspiel),
- Betriebssystem (DOS, Windows, Linux, OS X),
- Spielmodi (Einzel-/Mehrspieler, Massively Multiplayer Online Game) oder
- Zielgruppe (Casual Gamer, Hardcore Gamer, Militär)

unterscheiden.
| Jahr | Name                              | Hersteller                   | Modus       | Plattform                                                                |
| ---- | --------------------------------- | ---------------------------- | ----------- | ------------------------------------------------------------------------ |
| 1974 | Tank                              | Kee Games                    | PvP         | Arcade-Spiel                                                             |
| 1977 | Combat                            | Atari                        | PvP         | Atari 2600                                                               |
| 1980 | Battlezone                        | Atari                        | PvE         | Arcade                                                                   |
| 1985 | Battle City                       | Namco                        | PvE         | Arcade (VS. System), Famicom, Sharp X1, FM-77, Game Boy, Virtual Console |
| 1986 | Abrams Battle Tank                | Dynamix                      | PvE         | MS-DOS, Sega Mega Drive                                                  |
| 1988 | Steel Thunder                     | Accolade                     | PvE         | C64, DOS, Apple II                                                       |
| 1989 | Sherman M4                        | Loriciels                    | PvE         | Amiga, Amstrad CPC, Atari ST, DOS                                        |
| 1989 | M1 Tank Platoon                   | MPS Labs                     | PvE         | Commodore Amiga, Atari ST, DOS, PC-98                                    |
| 1990 | Battle Command                    | Realtime Games Software Ltd. | PvE         | Amiga, Amstrad CPC, Atari ST, Commodore 64, DOS, ZX Spectrum             |
| 1992 | BZFlag                            | Tim Riker                    | PvP         | Windows, Linux, OS X, BSD, Solaris                                       |
| 1994 | Armored Fist                      | NovaLogic                    | PvE         | DOS                                                                      |
| 1996 | Terra – Battle for the Outlands   | Kaon Interactive             | MMOG        | Windows                                                                  |
| 1997 | Armored Fist 2                    | NovaLogic                    | PvE         | DOS                                                                      |
| 1997 | iM1A2 Abrams                      | Interactive Magic            | PvE         | Windows 95                                                               |
| 1999 | Panzer Elite                      | Wings Simulations            | PvP         | Windows 98                                                               |
| 1999 | Armored Fist 3                    | NovaLogic                    | PvP         | Windows 95                                                               |
| 1999 | Recoil                            | Zipper Interactive           | PvP         | Windows 95                                                               |
| 1999 | Gulf War: Operation Desert Hammer | 3DO                          | PvP         | Windows 95                                                               |
| 1999 | Panzer Front                      | ASCII Corporation            | PvE         | Dreamcast, PlayStation                                                   |
| 2000 | Steel Beasts Pro                  | eSim Games                   | MMOG        | Windows XP                                                               |
| 2006 | T-72: Balkans on Fire!            | IDDK/Crazy House             | PvP         | Windows XP                                                               |
| 2006 | Panzer Elite Action               | Zootfly                      | MMOG        | Windows XP                                                               |
| 2010 | World of Tanks                    | Wargaming.net                | PvP (15v15) | Windows, Xbox 360, Xbox One, PlayStation 4                               |
| 2012 | War Thunder                       | Gaijin Entertainment         | PvP (20v20) | Windows XP, OS X, Linux, PlayStation 4                                   |
| 2013 | Iron Force                        | Chillingo                    | PvP         | iOS, Android                                                             |
| 2014 | World of Tanks Blitz              | Wargaming.net                | PvP (7v7)   | iOS, Android                                                             |
| 2016 | Armored Warfare                   | Obsidian Entertainment       | MMOG        | Windows                                                                  |